# Синьоглав папагал
Синьоглавият папагал (Pionus menstruus) е вид средно голяма птица от семейство Папагалови (Psittacidae).

## Разпространение
Видът е разпространен в тропическа и субтропична Южна Америка и южна Централна Америка, от Коста Рика, Венецуела и Тринидад на юг до Боливия и Бразилия.

## Описание
На дължина достига до около 27 см. Тялото е предимно зелено, като главата и шията са сини.